# 高其伦
高其伦，清朝政治人物。
高其伦曾于1719年接替李士甄任嘉定县知县一职，1719年由张寅接任。除此以外，他還在江寧北捕廳任職。